# ムウタスィム
アブー・イシャーク・アル＝ムウタスィム・ビン・ハールーン（アラビア語: أبو إسحاق المعتصم بن هارون, ラテン文字転写: Abū Isḥāq al-Mu'taṣim bn Harun, 794年8月 - 842年1月5日）は、アッバース朝の第8代カリフ（在位：833年 - 842年）。歴代カリフの中ではかなりの巨漢であったと伝わる。

## 生涯

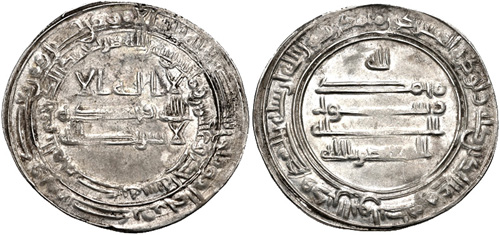
ムウタスィムの代に鋳造されたディルハム銀貨（836年 - 837年）

同王朝の最盛期を築き上げた第5代カリフハールーン・アッ＝ラシードの八男。母は女奴隷のマーリダ。カリフに即位する前は、アナトリアの軍総司令官やエジプト総督などを歴任した。
第7代カリフであった兄のマアムーンの死後、その子を抑えてカリフに即位した。即位後は軍事面に力を注いだ。まず、マー・ワラー・アンナフルから4,000人（7,000人とも）のトルコ人マムルークを購入して親衛隊を構築した。この頃になるとアッバース朝の衰退が始まり、イラクなど各地で反乱が相次いでいたが、ムウタスィムはこれを徹底的に鎮圧した。837年、アゼルバイジャンで起こったバーバクの反乱も配下のソグド系将軍であったアル・アフシーン・ハイザールの尽力のもと、鎮圧させている。そして翌838年には親征し、東ローマ皇帝テオフィロス率いる東ローマ軍を破ってアンカラ（アンキラ）とアンムーリヤを奪取した。この功績から、詩人のアブー・タンマームからは「偉大なるガーズィー」と絶賛され、詩を作られている。しかし晩年の841年、「覆面の男」と呼ばれたアブー・ハルブらによる反乱がパレスチナやダマスカスなど各地で発生するなど、カリフの統制力の減退は明らかであり、アッバース朝の衰退はさらに促進していった。
内政面においては、836年に都をバグダードから北のサーマッラーに遷した。これは、子飼いのマムルークをバグダード市民との迫害から守ろうとしたためとも、マムルークの横暴を抑えられなかったためとも言われている。また、1人の老人が「暁の矢（悪人や暗君などに対して降り注ぐ神罰の矢）でカリフと戦う」と叫んで恐怖したために遷都したという逸話もある。しかしこれを契機として、ムウタスィム以後の歴代カリフが次第にマムルークを頼るようになり、その経緯からカリフの威を借りてマムルークが横暴を振るうことが多くなってしまったことも、ムウタスィムの代からアッバース朝は財政難にも苦しめられたこともあって、カリフの権威低下と王朝衰退を招く一因となってしまった。
842年に49歳で死去。ムウタスィムの死後は子のワースィクが後を継ぐが、王朝はさらに衰退してゆくこととなった。

## 人物・逸話
- ムウタスィムは「8」の数字と縁の深い人物である。カリフになったのが満38、誕生日が8月、没年齢が満48、王子が8人、王女が8人、出陣した回数が8回、死去したときに国庫にあった金が800万ディルハムというものである。